# Leptothyra rubricincta
Leptothyra rubricincta är en snäckart. Leptothyra rubricincta ingår i släktet Leptothyra och familjen turbinsnäckor. Inga underarter finns listade i Catalogue of Life.